# Rik Mayall
Richard Michael (Rik) Mayall (Harlow, Essex, 7 maart 1958 – Londen,  9 juni 2014) was een Engels komiek, die vooral geassocieerd werd met absurdistische humor.
Naast verschillende series, vaak met collega-komiek Adrian Edmondson, maakte Mayall ook een aantal films. In de begindagen van MTV Europe maakten ze samen ook voor MTV enkele absurde programma's, of ze speelden er in elk geval in mee.

## Biografie
In 1980 debuteerde Mayall in de korte (48 minuten durende) film The Orchard End Murder. Hij speelde een politieman. Voordat Mayall in 1982 doorbrak met de comedyserie The Young Ones, speelde hij nog enkele kleine rollen in speelfilms, waaronder Eye of the Needle uit 1981 en An American Werewolf in London uit hetzelfde jaar.
Al in 1981 verscheen een televisiefilm over The Comic Strip, met een blik achter de schermen. Tussen 1981 en 1984 zat Mayall in A Kick Up The Eighties, met onder anderen Robbie Coltrane. Hierin speelde hij Kevin Turvey. Dit personage zat ook al in de direct op video verschenen film Kevin Turvey Investigates uit 1981. Ook toen speelde Mayall de rol van Turvey. In 1982 verscheen een televisiefilm omtrent Turvey, met onder anderen Adrian Edmondson.
In 1982 werden er zes afleveringen opgenomen van het later legendarisch geworden programma The Young Ones. In 1984 werden er nog eens zes afleveringen opgenomen, waarmee het totaal dat ooit opgenomen is op twaalf kwam. De serie werd ook buiten Engeland uitgezonden, waaronder in België en Nederland. In 1986 keerden The Young Ones nog één keer terug, dit keer echter in de hitparades. Samen met Cliff Richard scoorden ze een grote hit met een nieuwe versie van Living doll. 
Van 1983 tot 1988 speelde Mayall met andere leden van The Young Ones onder een fictieve naam in de nep-metalband Bad News, met onder andere een heel album en een single, een cover van Bohemian Rhapsody waarvan de gitaarsolo's   extreem vals werden gespeeld, door Brian May.
In 1986 en 1987 verscheen Mayall weer samen met Adrian Edmondson in de serie Saturday Live, waarin ze de Dangerous Brothers speelden. Ook speelden ze de Dangerous Brothers in de videofilm Dangerous Brothers Present: World of Danger uit 1986.
In 1987 verschenen Mayall en Edmondson weer als twee andere personages. Dit keer speelden ze in de zes afleveringen tellende serie Filthy Rich & Catflap.
Ook de in 1989 gemaakte reeks Grim Tales genoot enige bekendheid. Mayall was hierin te zien als verteller van uit het verband gerukte sprookjes van de gebroeders Grimm.
Tussen 1987 en 1992 werden er 26 afleveringen gemaakt van The New Statesman, waarin Mayall te zien was als parlementslid Alan B'Stard.
In 1991 speelde hij in twee Hollywood-films: Little Noises en Drop Dead Fred. De films waren geen grote successen en Mayall ging weer in Engeland werken.
In 1991, 1992 en 1995 werden in totaal 18 afleveringen gemaakt van de serie Bottom, waarin Mayall weer met Edmondson verscheen. De serie werd door een groot publiek bekeken en in 1993 werd een tour door Engeland ondernomen, die ook een groot succes bleek. In 1995, 1997, 2001 en 2003 ging het duo wederom op tournee. Ook buiten de landsgrenzen had de serie een schare fans. In 1999 verscheen een speelfilm omtrent de twee: Guest House Paradiso. Het script schreven Mayall en Edmondson terwijl Mayall in het ziekenhuis lag te herstellen van een ernstig ongeluk met een quad (in 1998).
Mayall sprak in 2008 stemmen in voor de serie Shoebox Zoo. Ook sprak hij stemmen in voor Britse reclamespotjes voor toiletpapier en een radio-advertentie voor Essex FM.

In 2008 verkreeg Mayall het ere-doctoraat in de letteren door de Universiteit van Exeter.
Mayall speelde in 2014 de rol van buurman/huisbaas Eddie in de film De ontsnapping, gebaseerd op de gelijknamige bestseller van Heleen van Royen. De opnames vonden in mei en juni plaats in de Algarve in Portugal. Amper een week na de opnames overleed Mayall. De film verscheen in het voorjaar van 2015.

## Overlijden
Op 9 juni 2014 overleed Mayall na een hardlooprondje aan een hartstilstand. De begrafenis vond plaats in Dittisham in Devon. Dawn French, Jennifer Saunders, Alan Rickman, Adrian Edmondson, Ben Elton en andere Britse komieken en acteurs waren daarbij aanwezig.

## Filmografie

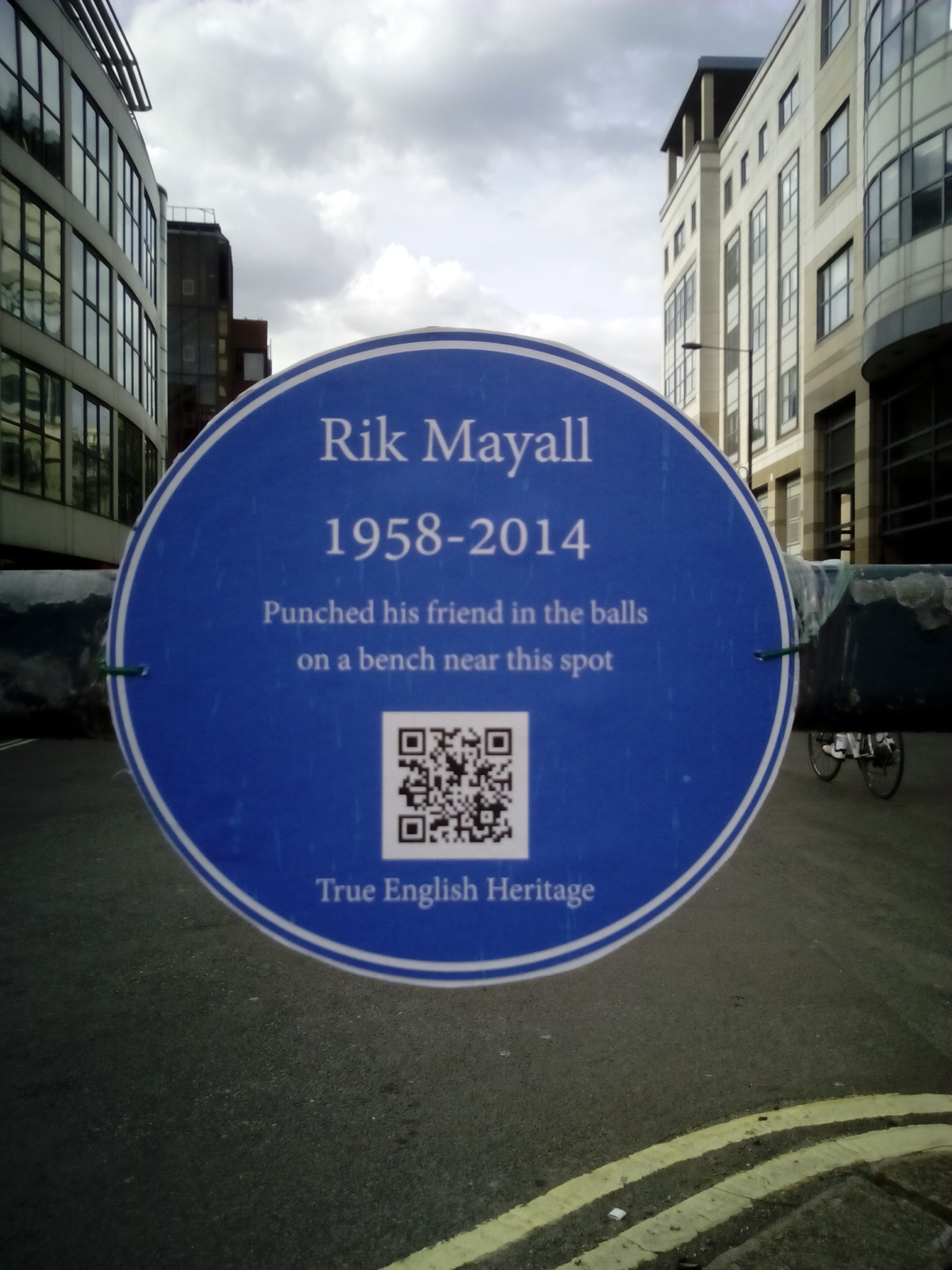
Bord ter nagedachtenis aan Mayall. De tekst ("Sloeg zijn vriend in de ballen op een bankje nabij dit punt") verwijst naar de ident van Bottom, waarin Mayall zijn tegenspeler in het kruis stompt.

- The Orchard End Murder (1980) - politieman
- The Comic Strip (televisiefilm, 1981) - Richard Dangerous
- Kevin Turvey Investigates (video, 1981) - Kevin Turvey
- Eye of the Needle (1981) - Three Sailors
- An American Werewolf in London (1981) - tweede schaker
- Shock Treatment (1981) - 'Rest Home' Ricky
- Kevin Turvey: The Man Behind the Green Door (televisiefilm, 1982) - Kevin Turvey
- Whoops Apocalypse (televisieserie) - Biff (afl. Autumn Cannibalism, 1982)
- Couples and Robbers (1982) - Morris David Boyd
- The Black Adder (televisieserie) - Mad Gerald (slotaflevering, 1983)
- A Kick Up the Eighties (televisieserie) - Kevin Turvey (1981-1984)
- The Young Ones (televisieserie) - Rick (1982, 1984)
- The Lenny Henry Show (televisieserie) - rol onbekend (afl. 1.5, 1984)
- Happy Families (televisieserie) - priester (afl. Madeleine, 1985)
- Whoops Apocalypse (1986) - Specialist Catering Commander
- Jackanory (televisieserie) - voorlezer (afl. George's Marvellous Medicine, 1986)
- Dangerous Brothers Present: World of Danger (video, 1986) - Richard Dangerous
- Blackadder II (televisieserie) - Lord Flashheart (afl. Bells, 1986)
- Comic Relief (liefdadigheidsuitzending, 1986) - Rick
- Saturday Live (televisieserie) - Richard Dangerous (1986-1987)
- Eat the Rich (1987) - Micky
- Filthy Rich & Catflap (televisieserie) - Richard Rich (1987)
- French and Saunders (televisieserie) - rol onbekend (afl. 1.5, 1987)
- Jake's Journey (televisiefilm, 1988) - rol onbekend
- Grim Tales (televisieserie) - verteller (1989)
- Blackadder Goes Forth (televisieserie) - Lord Flashheart (1989)
- Drop Dead Fred (1991) - Drop Dead Fred
- Little Noises (1992) - Mathias
- Carry on Columbus (1992) - De sultan
- The New Statesman (televisieserie) - Alan B'Stard (1987-1992)
- Horse Opera (televisiefilm, 1993) - Wyatt Earp
- Micky Love (televisiefilm, 1993) - Micky Love
- Briefest Encounter (televisiefilm, 1993) - Greg
- Dancing Queen (televisiefilm, 1993) - Neil
- The Princess and the Goblin (1993) - Prince Froglip (voice-over)
- Bottom Live (video, 1993) - Richard Richard
- A. B'Stard Exposed (televisiefilm, 1994) - Alan B'Stard
- The Snow Queen (1995) - Robber King (voice-over)
- The Big One (televisiefilm, 1995) - Lewis Fox
- Dirty Old Town (televisiefilm, 1995) - Raymond
- Clair de Lune (televisiefilm, 1995) - Toby
- Out of my head (educatieve film, 1995)
- Bottom (televisieserie) - Richard 'Richie' Richard (1991, 1992, 1995)
- Look at the State We're In! (miniserie, 1995) - Rattner
- How to Be a Little Sod (televisieserie) - Little Sod (afl. onbekend, 1995)
- Bottom Live: The Big Number 2 Tour (video, 1995) - Richard Richard
- The Wind in the Willows (televisiefilm, 1995) - Toad (voice-over)
- Bud Tucker in Double Trouble (videospel, 1996) - rol onbekend (voice-over)
- The Willows in Winter (televisiefilm, 1996) - Toad (voice-over)
- Jackanory (televisieserie) - voorlezer (afl. Jack and the Beanstalk, 1996)
- The Canterville Ghost (televisiefilm, 1997) - Reverend Dampier
- The World of Peter Rabbit and Friends (televisieserie) - Tom Thumb (afl. The Tale of the Two Bad Mice and Johnny Town-Mouse, 1997)
- Remember Me? (1997) - Ian
- Bring Me the Head of Mavis Davis (1997) - Marty Starr
- Bottom Live 3: Hooligan's Island (video, 1997) - Richard Richard
- The Bill (televisieserie) - Patrick Massie (afl. Humpty Dumpty: Part 1 t/m 3, 1997)
- In the Red (televisiefilm, 1998) - Dominic De'Ath
- Jonathan Creek (televisieserie) - DI Gideon Pryke (afl. Black Canary, 1998)
- Merlin: The Return (1999) - Merlin
- Watership Down (televisieserie) - Kehaar (voice-over, 1999)
- Le Château des singes (1999) - Gerard the Gormless (voice-over: Engelse versie)
- Jellikins (televisieserie) - verteller (voice-over, 1999)
- Tom and Vicky (televisieserie) - rol onbekend (voice-over, 1999)
- Guest House Paradiso (1999) - Richard Twat
- Blackadder Back & Forth (1999) - Robin Hood
- Hogs of War (videospel, 2000) - rol onbekend (voice-over)
- Jesus Christ Superstar (televisiefilm, 2000) - King Herod
- The Knock (televisieserie) - Reid (afl. 5.1, 2000)
- Tales of Uplift and Moral Improvement (televisieserie) - Mrs. Ffine Carmody (13 afl., 2001)
- Murder Rooms: The White Knight Stratagem (televisiefilm, 2001) - Lt. Daniel Blaney
- Bottom 2001: An Arse Oddity (video, 2001) - Richie
- Kevin of the North (2001) - Carter
- Day of the Sirens (2002) - Domo Childs
- Believe Nothing (televisieserie) - professor Adonis Cnut (2002)
- Cold Dark (2003) - dierenarts
- Oh Marbella! (2003) - Greg Dubois
- Chaos and Cadavers (2003) - Lennox Crowly
- Sindy: The Fairy Princess (video, 2003) - Rol onbekend
- Bottom Live 2003: Weapons Grade Y-Fronts Tour (video, 2003) - Richard Richard
- ABBA: Our Last Video Ever (televisiefilm, 2004) - platenbaas
- Churchill: The Hollywood Years (2004) - Baxter
- Valiant (2005) - Cufflingk (voice-over)
- Shoebox Zoo (televisieserie) - Edwin the Eagle (26 afl., 2004-2005, stem)
- All About George (televisieserie) - George Kinsey (6 afl., 2005)
- The Comic Strip Presents... (televisieserie) - verschillende rollen (17 afl., 1983-2005)
- King Arthur's Disasters (televisieserie) - King Arthur (voice-over, 2005-2006)
- SpongeBob SquarePants (televisieserie) - Lord Reginald (afl. Ghost Host/Chimps Ahoy, 2006)
- Blanche-Neige, la suite (2007) - Seven Dwarves
- Miss Marple (televisieserie) - psychiater (afl. Why didn't they ask Evans?, 2008)
- Midsomer Murders (televisieserie) - David Roper (afl. The Creeper, 2009)
- Man down seizoen 1 (2014)
- One by One (2014) - Ernest
- De ontsnapping (2015) - Eddie, de huisbaas in de Algarve (postuum)